# Председнички избори у САД 1920.
Председнички избори у САД 1920. су били 34. председнички избори по редоследу, и одржани су у уторак 2. новембра. У првим изборима након Првог светског рата и након ратификације 19. амандмана, чиме су жене први пут добиле право гласа, републикански сенатор Ворен Г. Хардинг из сасвезне државе Охајо је победио демократског гувернера те исте савезне државе Џејмса М. Кокса.
Актуелни председник Вудро Вилсон се приватно надао трећем мандату, али партијске вође нису хтеле да номинују председника који није био популаран, и који је био све лошијег здравља. Бивши председник Теодор Рузвелт је водио у прелиминарним изборима унутар Републиканске странке, али је преминуо 1919. и није именовао неког ко ће наставити његову прогресивну политику. Како су и Вилсон и Рузвелт били ван игре, обе партије су се окренуле слабо познатим кандидатима из политички неодлучне савезне државе (swing state) Охајо, која је носила велики број изборничких гласова, 24. Кокс је победио у прелиминарним изборима Демократске странке, победивши између осталих Вилсоновог зета Вилијама Гибса Мекадуа, и Мичела Палмера. Хардинг је био компромисни кандидат између конзервативног и прогресивног крила Републиканске партије.
Америчко друштвено и политичко окружење након Првог светског рата је доминирало изборима, и они су били обележени непријатељским одговором на извесне аспекте Вилсонове спољне политике, и огромне реакције против реформистичког налета Прогресивне ере. Економски раст који се десио током рата је престао, и држава је била у дубокој рецесији. Вилсоново залагање да САД уђу у Лигу народа и повратку у спољну политику без интервенционизма је довела у питање његову ефикасност на месту председника, и широм света су се одвијали ратови и револуције. На домаћем плану је 1919. година била обележена великим штрајковима у месној и челичној индустрији, и великим расним немирима у Чикагу и другим градовима. Напади анархиста на Вол Стрит су проузроковали страх код народа од радикала и терориста. Ирске католичке и Немачке заједнице су биле бесне на Вилсоново привидно фаворизовање њиховог традиционалног непријатеља Велике Британије, и његова политичка позиција је била критично ослабљена, након што је доживео шлог у 1919. који га је озбиљно онеспособио.
Хардинг је током кампање скоро потпуно игнорисао Кокса, и у суштини се такмичио против Вилсона позивајући на "повратак у нормалност" и време налик на тзв. Laissez-faire период пре рата за време председника Мекинлија. Хардинг је убедљиво победио, освојивши сваку савезну државу сем америчког Југа, и поставши први Републиканац који је освојио бившу савезну државу Конфедерације, Тенеси, још од периода Реконструкције у САД. Иако су други кандидати освајали већи проценат од укупних гласача, његова разлика у процентима гласача од 26,2% је највећа процентуална разлика између два кандидата у изборима још од избора у 1820. када је Џејмс Монро практично сам уествовао. За Кокса је гласало 34,1% бирача, а за социјалисту Јуџина Дебса 3,4%, упркос томе што је он био у затвору. Због тога што су ратификовањем 19. мандата жене добиле право гласа, излазност бирача је скочила са 18,5 милиона из 1916, на 26,8 милиона. Оба потпредседничка кандидата су касније постали председници; Калвин Кулиџ у 1923. након Хардингове смрти, и Френклин Д. Рузвелт, који је на изборима у 1932. први пут постао председдник, и након тога је освојио рекордна 4 мандата.